# Katra
Katra — финская симфо-метал-группа из города Тампере, основанная в 2005 году Катрой Солопуро.

## История
Группа была основана летом 2006 года, когда харизматичная вокалистка Катра Солопуро собрала вокруг себя музыкантов. Группа была названа именем фронтвумен Катры. Весной 2007 года вышел первый студийный альбом группы, получивший название Katra. Альбом получил положительные отзывы от различных СМИ, а песня «Sahara» ещё долгое время транслировалась по радио. Во время гастролей по всей Финляндии в группе создалась хорошая атмосфера и появились предпосылки для записи нового альбома.
Группу заметили за пределами Финляндии, и австрийский лейбл Napalm Records подписал с ней контракт. К этому времени Katra записала несколько новых песен и перепела некоторые с их первого альбома на английском языке. В 2008 году был выпущен Beast Within, второй студийный альбом группы. Katra отыграла несколько концертов в Германии, в их числе открытие ежегодного фестиваля Summer Breeze, немецкие слушатели положительно отнеслись к музыке.
Out of the Ashes вышел в октябре 2010 года на международном уровне на Napalm Records. Несмотря на то, что это уже третий студийный альбом, Катра считает, что именно он их первое творение. На песню «One Wish Away» был снят видеоклип. Немецкий журнал Orkus отозвался об альбоме как о более тёмном, более меланхоличным и более решительном, чем предыдущий.

## Награды и номинации
В журнале Orkus группа завоевала победу в номинации «Лучший международный дебют» в 2009 году. Также группа номинировалась на звание «Лучший атмосферный/симфонический метал» в эстонском интернет-журнале Metal Storm.

## Состав

### Современный состав
- Katra Solopuro — вокал
- Kristian Kangasniemi — гитара
- Teemu Mätäsjärvi — гитара
- Johannes Tolonen — бас-гитара
- Matti Auerkallio — ударные

### Бывшие участники
- Jani Wilund — клавишные
- Tom "Tomma" Gardiner — гитара
- Jaakko Järvensivu — ударные

### Сессионные музыканты
- Teemu Mätäsjärvi — гитара (в 2008)

## Дискография

### Студийные альбомы
- 2007: Katra
- 2008: Beast Within
- 2010: Out of the Ashes
- 2023: God and the Devil

### Синглы
- 2006: «Sahara»
- 2007: «Tietäjä/Vaaratar»
- 2023: «Ever After»

### Видеоклипы
- 2008 —  Tietäjä
- 2008 —  Beast Within
- 2010 —  One Wish Away
- 2012 — Envy